# Szymon Piotrowski
Szymon Piotrowski, „5zym”, „t dot est” (ur. 12 maja 1979) – producent muzyczny, realizator dźwięku, muzyk i nauczyciel akademicki. Absolwent Wydziału Wibroakustyki i Inżynierii Dźwięku AGH oraz studiów podyplomowych Music Recording and Production na Stavanger University w Norwegii.
W 2014 zdobył w konkursie nagraniowym organizowanym przez Audio Engineering Society złotą nagrodę w kategorii „Traditional Studio Recording”. Skomponował muzykę autorską do animacji Jeremiego Collinsa „The Wild Inside” oraz zrealizował postprodukcję dźwięku do wielu projektów video w kanadyjskim Banff Centre for Arts and Creativity. Współpracował przy nagraniu kilkudziesięciu płyt jako instrumentalista, producent i realizator, w tym produkcji wydawanych m.in. przez Universal Music Polska, ONIONWAVE, Lynx Music. Zrealizował również dźwięk do dużej ilości teledysków i video koncertowych. Od 2006 prowadzi w Krakowie własne studio Psychosound.
Jest wykładowcą z zakresu realizacji nagrań i produkcji muzycznej na Akademii Górniczo-Hutniczej im. Stanisława Staszica w Krakowie, Polsko-Japońskiej Akademii Technik Komputerowych w Warszawie, a także w Krakowskiej Szkole Jazzu i Muzyki Rozrywkowej.
Jest współzałożycielem Fundacji Learn How To Sound (2016) i pełni funkcję prezesa zarządu fundacji. Jest współautorem książki edukacyjnej dla dzieci o dźwięku „Halo! Tu dźwięk!”.

## Dyskografia
Wybrane realizacje (tytuł albumu/singla; rok; artysta – funkcja):
- „Trzecie Oko” ( 2006); Sublokator – realizacja
- „Hold It As It Shines” (2007); CF98 / Maypole: „In Punk We Rust”, „One Split” – gitara, mastering, mixer
- „Shit Fuck Kill” (2007); Terrordome – produkcja, mastering,
- „Tiny Drum, Apple Juice, And Virgin Island on The Magic Store” (2008); CF98 – gitara, mikser, mastering
- „Nie salutuje” (2009); Sponta – mikser, remixer
- „Single 2010” (2010); Terrordome – realizacja, mikser, mastering
- „We'll Show You Mosh, Bitch!” (2011); Terrordome – produkcja
- „Bestial Castigation” (2012); Terrordome /Dekapited – inżynier dźwięku, mikser
- „Fast And Loud” (2013); Traktor – realizacja, mikser, mastering
- „Suite” (2014); Cerebus – mikser, mastering, realizacja dźwięku
- „Gjemsel” (2015); BenReddik – realizacja
- „Intoxicunts” (2016); Terrordome / Chaos Synopsis – mastering, mikser
- „0 Hours Starlight” (2017); Ketha – rejestracja sekcji instrumentów dętych
- „Duchowy Gangster” (2018); Bosski* – mikser
- „Holograms” (2019); The Segue – perkusja, mikser, realizacja dźwięku
- „Happines” (2020); Museart – rejestracja, mikser, perkusja[2]
- „Pętla” (2020); KIWI – rejestracja wokali[2]
- „Pytasz mnie” (2021); Dom o zielonych progach – rejestracja, mikser, perkusja, gitara, moog
- „Stella Star” (2022); Stella Star – rejestracja, mikser
- „All Thoughts Are Bad Thoughts” (2023); Ninja Episkopat – rejestracja , mikser

## Publikacje
Jest autorem lub współautorem licznych publikacji naukowych:
- Robert Barański, Szymon Piotrowski: Zastosowanie filtrów falkowych do eliminacji przesłuchów przy rejestracji instrumentów perkusyjnych — Wavelet filters as the tool to eliminate the crossovers appearing during recording the drumset. W: ISSET 2005: reżyseria i inżynieria dźwięku i obrazu. Kraków: Audio Engineering Society. Sekcja Polska, Akademia Górniczo-Hutnicza w Krakowie. Katedra Mechaniki i Wibroakustyki, 2005, s. 29–34. (ang.).,
- Szymon Piotrowski, Mariusz Szwedo. Drumheads expend and its influence for sound parameter. „Archives of Acoustics”. 31 (3), s. 389, 2006. Instytut Podstawowych Problemów Techniki PAN; Komitet Akustyki PAN; Polskie Towarzystwo Akustyczne. ISSN 0137-5075. (ang.).,
- Szymon Piotrowski, Mariusz Szwedo: Wpływ zużycia membrany instrumentów perkusyjnych na parametry dźwięku — Expend of drumheads and its influence for sound parameter. W: Zbigniew Damijan, Jerzy Wiciak: OSA 2006: Materiały LIII Otwartego Seminarium z Akustyki. Kraków – Zakopane: Polskie Towarzystwo Akustyczne. Oddział w Krakowie, 2006, s. 191–198. (ang.).,
- Szymon Piotrowski: Testy odsłuchowe specjalizowanej postprodukcji audio dla stratnej kompresji dźwięku — Listening test of specialize audio production for lossless audio compression. W: Materiały III Krakowskiej Konferencji Młodych Uczonych 20–22 września 2007. Kraków: Fundacja Studentów i Absolwentów AGH „Academica”, 2007, s. 147–151. ISBN 978-83-927762-0-8. (ang.).,
- Piotr Kleczkowski, Szymon Piotrowski, Marek Pluta. Assessment of the quality of digital audio reproduction devices by panels of listeners of different professional profiles. „AES Convention paper”. 7234, s. 1–11, 2007. Audio Engineering Society. (ang.).,
- Szymon Piotrowski: Testy odsłuchowe na materiale audio o zróżnicowanym poziomie postprodukcji — [Listening test of audio material with different level of postproduction]. W: Materiały Krakowskiej Konferencji Młodych Uczonych 2008. Kraków: Fundacja Studentów i Absolwentów AGH „Academica”, 2008, s. 189–194. ISBN 978-83-921755-9-9. (ang.).,
- Robert Barański, Szymon Piotrowski. Idea of unified drumset records. „Archives of Acoustics”. 34 (3), s. 355, 2009. Instytut Podstawowych Problemów Techniki PAN; Komitet Akustyki PAN; Polskie Towarzystwo Akustyczne. ISSN 0137-5075. (ang.).,
- Robert Barański, Szymon Piotrowski: Koncepcja automatyzacji procesu ujednolicania nagrań perkusyjnych — Idea of unify drumset. Goniądz nad Biebrzą: Instytut Podstawowych Problemów Techniki Polskiej Akademii Nauk, 2009, s. 433–437, seria: OSA'2009: 56 Open Seminar on Acoustics. ISBN 978-83-89687-49-4.,
- Szymon Piotrowski, Magdalena Plewa. Practical application of theoretical model to forecasting localization curves in percussion recordings. „Archives of Acoustics”. 34 (4), s. 752–753, 2009. Instytut Podstawowych Problemów Techniki PAN; Komitet Akustyki PAN; Polskie Towarzystwo Akustyczne. ISSN 0137-5075. (ang.).,
- Szymon Piotrowski, Magdalena Plewa: Zastosowanie modelu przewidywania lokalizacji w stereofonicznych technikach mikrofonowych przy nagraniach zestawu perkusyjnego — [Practical application of theoretical model to forecasting localization curves in percussion recordings]. W: (Red.) Andrzej Miśkiewicz i Tomira Rogala: ISSET 2009: XIII międzynarodowe sympozjum reżyserii i inżynierii dźwięku; XIII international symposium on Sound engineering and tonmeistering. Warszawa: Uniwersytet Muzyczny Fryderyka Chopina, Sekcja Polska Audio Engineering Society, 2009, s. 124–129. (ang.).,
- Szymon Piotrowski, Magdalena Plewa, Subjective tests on audio mix dedicated to MP3 coding, „Audio Engineering Society 132th convention. AES Convention paper”, 8651, Audio Engineering Society, 2012, s. 1–6, ISBN 978-0-937803-86-8 (ang.).???,
- Robert Barański, Szymon Piotrowski, Magdalena Plewa. Drum replacement using wavelet filtering. „Audio Engineering Society 134th convention. AES Convention paper”. 7234, s. 1–5, 2013. Audio Engineering Society. (ang.).